# Cheng Pu
Cheng Pu (154 - 210/213) servit trois générations de la famille Sun à titre de général à partir de 184, maniant sa fameuse lance serpenté.
Lorsque Sun Jian attaque Hua Xiong à la Passe de la Rivière Si dans le conflit contre Dong Zhuo, Cheng Pu tue Hu Zhen et permet à Sun Jian d’avancer ses troupes. Toutefois, Sun Jian réussit seulement à prendre la passe lorsque Dong Zhuo évacue Luoyang. Une fois arrivé dans la capitale, Sun Jian trouve le Sceau Impérial Héréditaire de l’Empereur et Cheng Pu lui conseille de retourner au sud du Long Fleuve afin de planifier son ascension impériale.
Peu de temps après, Sun Jian décide d’attaquer Liu Biao et Cheng Pu participe à l’offensive. Dans la même bataille Sun Jian se fait tuer et Cheng Pu le venge en tuant son assassin, Lu Gong.
Ensuite, Cheng Pu suit Sun Ce et gagne du mérite dans plusieurs batailles, notamment contre Liu Yao, Yan Baihu et Wang Lang. Il vient également secourir Sun Ce, lorsque ce dernier est la cible d’une tentative d’assassinat et est promu grand administrateur de Lingling. Après la mort de Sun Ce, il participe à l’attaque menée sur Xiakou et aide Gan Ning à coincer Huang Zu.
Lorsque Cao Cao vient menacer le Sud, Cheng Pu fait partie de ceux qui s’opposent fermement à une soumission envers ce dernier. Sun Quan le nomme donc second maréchal sous le commandement de Zhou Yu afin d’opposer les forces ennemies de Cao Cao. Il participe à la bataille de la Falaise rouge où il commande les troupes avec Zhou Yu et inflige une lourde défaite à Cao Cao.
Toujours en assistant Zhou Yu, il poursuit l’attaque envers Jiangling, opposant les troupes de Cao Ren. Toutefois, bien qu’ils réussissent à battre les troupes de Cao Ren, les villes conquises dans la province de Jing tombent aux mains de Liu Bei.
Peu après, Cheng Pu est envoyé à Hefei pour aider Sun Quan à combattre les forces de Cao Cao et engage Zhang Liao au combat, sauvant du même coup Sun Quan. En l’an 209, il est nommé grand administrateur de Jiangxia et en l’an 213, à la suite d'une campagne militaire contre des bandits dans sa région, il tombe gravement malade et meurt.